# Critérium du Dauphiné libéré 1976
La 28e édition du Critérium du Dauphiné libéré a eu lieu du 24 mai au 31 mai 1976. Elle a été remportée par le Français Bernard Thévenet. Il devance au classement général Vicente Lopez-Carril et Raymond Delisle.   

## Classement général final
| Rang | Vainqueur                | Équipe | Pays     | Temps            |
| ---- | ------------------------ | ------ | -------- | ---------------- |
| 1er  | Bernard Thévenet         |        | France   | 39 h 36 min 28 s |
| 2e   | Vicente Lopez-Carril     |        | Espagne  | 1 min 5 s        |
| 3e   | Raymond Delisle          |        | France   | 2 min 3 s        |
| 4e   | Josef Fuchs              |        | Suisse   | 3 min 9 s        |
| 5e   | Lucien Van Impe          |        | Belgique | 3 min 19 s       |
| 6e   | Jean-Pierre Danguillaume |        | France   | 5 min 9 s        |
| 7e   | Bernard Vallet           |        | France   | 5 min 59 s       |
| 8e   | Joop Zoetemelk           |        | Pays-Bas | 6 min 45 s       |
| 9e   | Ferdinand Julien         |        | France   | 7 min 55 s       |
| 10e  | José Pesarrodona         |        | Espagne  | 8 min 4 s        |

## Étapes
| Étape       | Date   | Villes étapes                   | type                         | Distance (km) | Vainqueur d'étape     | Leader du classement général |
| ----------- | ------ | ------------------------------- | ---------------------------- | ------------- | --------------------- | ---------------------------- |
| Prologue    | 24 mai | Grenoble – Grenoble             | contre-la-montre par équipes | 6,4           | Peugeot-Esso-Michelin |                              |
| 1re a étape | 25 mai | Grenoble – Oullins              |                              | 131           | Willy Planckaert      | Willy Planckaert             |
| 1re b étape | 25 mai | Villefranche-sur-Saône – Digoin |                              | 117           | Walter Planckaert     | Willy Planckaert             |
| 2e étape    | 26 mai | Digoin – Bourg-en-Bresse        |                              | 200           | Walter Planckaert     | Walter Planckaert            |
| 3e étape    | 27 mai | Bourg-en-Bresse – Annemasse     |                              | 182           | Joop Zoetemelk        | Raymond Delisle              |
| 4e étape    | 29 mai | Chambéry – Chambéry             |                              | 205           | Bernard Thévenet      | Bernard Thévenet             |
| 5e étape    | 30 mai | Chambéry – Romans-sur-Isère     |                              | 204           | Bernard Thévenet      | Bernard Thévenet             |
| 6e a étape  | 30 mai | Romans-sur-Isère – Carpentras   |                              | 145           | Rachel Dard           | Bernard Thévenet             |
| 6e b étape  | 30 mai | Carpentras – Carpentras         | contre-la-montre individuel  | 27            | Roy Schuiten          | Bernard Thévenet             |
| 7e étape    | 31 mai | Carpentras – Montélimar         |                              | 201           | Gerard Vianen         | Bernard Thévenet             |